# Lusebredde
Koordinaten: 51° 40′ 17″ N, 8° 18′ 55″ O

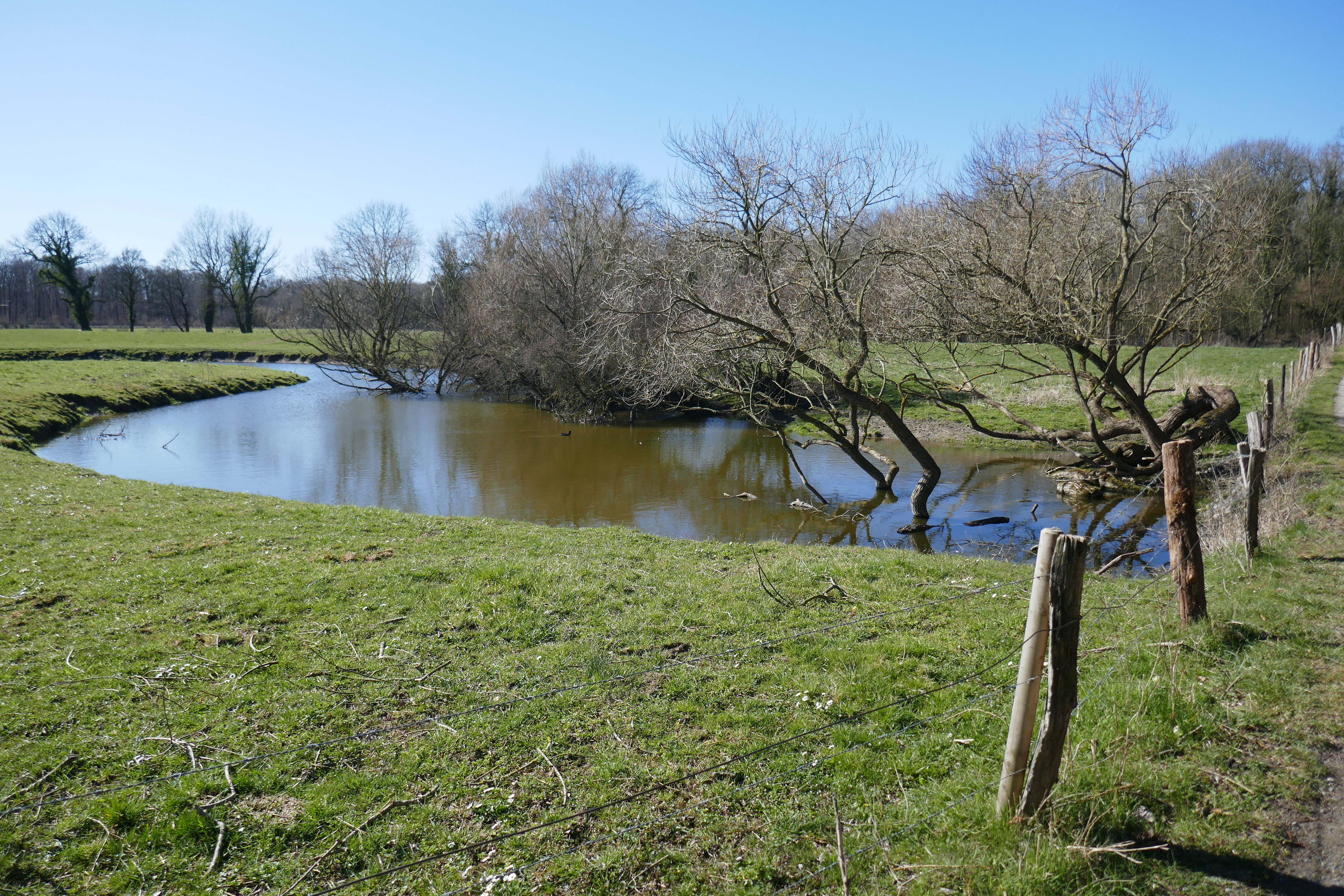
Lusebredde

Das Naturschutzgebiet Lusebredde liegt auf dem Gebiet der Stadt Lippstadt im Kreis Soest in Nordrhein-Westfalen. Das Gebiet erstreckt sich westlich der Kernstadt Lippstadt und nördlich von Overhagen größtenteils südlich der am nördlichen Rand fließenden Lippe. Durch das Gebiet fließt die Gieseler, südlich verläuft die Landesstraße L 636. 

## Bedeutung
Für Lippstadt ist seit 1993 ein 150,43 ha großes Gebiet unter der Schlüsselnummer SO-030 als Naturschutzgebiet ausgewiesen.